# 独断主義
独断主義（どくだんしゅぎ、英：dogmatism, 独：Dogmatismus）とは、絶対的な明証性をもつとされる基本的原理（ドグマ）を根底におき、そこから世界の構造を明らかにしようとする主義である。独断論とも。
ドグマとは元来宗教上真理と宣言された教義をいう。
独断主義は、認識論における懐疑主義に対立する見解である。カントが当時のドイツの講壇哲学において支配的であったライプニッツ＝ヴォルフ派哲学を批判するために用いたことに始まる用語で、自身の批判哲学を確立した前に、自身がかつて所属していた当該学派における状態を「独断論のまどろみ」と比喩的に呼んだ。
そこから、神などの超越者を前提とする形而上学、存在論的形而上学のみならず、神学論などに対していわれるようになった。
オカルティズム、現代では疑似科学に対していわれることもあるが、このときドグマは思いなし（ドクサ）とほぼ同義に扱われる。